# Butinzya
Butinzya è una circoscrizione rurale (rural ward) della Tanzania situata nel distretto di Bukombe, regione di Geita. Conta una popolazione di 18 107 abitanti (censimento 2012).